# Lesiaki (Cewice)
Lesiaki (deutsch Lessaken) ist ein Dorf in der polnischen Woiwodschaft Pommern. Es gehört zur Gemeinde Cewice (Zewitz) im Powiat Lęborski (Kreis Lauenburg in Pommern).

## Geographische Lage
Die Ortschaft liegt in Hinterpommern, etwa vierzig Kilometer ostsüdöstlich von Stolp (Słupsk), in einer bewaldeten Endmoränenlandschaft unweit der Ostsee.

## Geschichte
Im Jahre 1686 war das damals Lessaken genannte Gutsdorf ein Lehen der Familie Lietzen. Nach dem Erwerb eines Teils von Lessaken, der aus einem Bauernhof in Lessaken und einer Holzkavel in Swantee (heute polnisch Święte) bestand, kauften die Münchows einen zweiten hinzu. Einige Teile wurden 1777 allodifiziert.
Nach mehrfachem Besitzerwechsel kamen alle drei Teile zusammen mit den Gütern Kose (Kozy), Kosemühl (Kozin) und Klein Rakitt (Rokitki) an Kaspar Friedrich von Massow. In dieser Zeit hatte Lessaken zwei Bauern, zwei Halbbauern und insgesamt vier Feuerstellen.
Im Jahre 1804 besaß Lessaken Nikolaus Leopold von Zitzewitz, und 1860 kaufte es Heinrich Wilke. Nachfolgende Eigentümer des etwa 424 Hektar großen Rittergutes waren dann Leopold von den Osten (1884), Max Deinert (1910), Fritz Günther Strobell (1928), und 1938 immer noch die Familie Strobell.
Anfang der 1930er Jahre war die Gemarkung der Gemeinde Lessaken 7,3 km2 groß. 1945 gab es in der Gemeinde Lessaken vier Wohnorte:
1. Alt Lessaken
2. Forsthaus Swantee/Schwansee
3. Lessaken
4. Swamtee (poln. Święte)

Die Gemeinde gehörte zum Amts- und Standesamtsbezirk Bochowke (Bochówko) im Landkreis Stolp im Regierungsbezirk Köslin der preußischen Provinz Pommern.
Gegen Ende des Zweiten Weltkriegs wurde Lessaken am 9. März 1945 von der Roten Armee besetzt. Bald darauf wurde die Region zusammen mit ganz Hinterpommern unter polnische Verwaltung gestellt. Lessaken erhielt den polnischen Ortsnamen Lesiaki. In der darauf folgenden Zeit wurden die deutschen Einwohner Lessakens vertrieben.
Der Ort wurde dem Schulzenamt Karwica (Gerhardshöhe) in der Gmina Cewice im Powiat Lęborski in der Woiwodschaft Pommern (1975 bis 1998 Woiwodschaft Słupsk) zugeordnet.
Später wurden in der Bundesrepublik Deutschland 26 und in der DDR 28 aus Lessaken vertriebene Dorfbewohner ermittelt.

### Bevölkerungsentwicklung
| Jahr | Einwohner | Anmerkungen                                         |
| ---- | --------- | --------------------------------------------------- |
| 1867 | 48        | sieben Haushaltungen, verteilt auf vier Wohngebäude |
| 1871 | 47        | sämtlich Evangelische                               |
| 1905 | 70        | [ 5 ]                                               |
| 1925 | 103       | davon 98 Evangelische und fünf Katholiken           |
| 1933 | 59        | [ 6 ]                                               |
| 1939 | 70        | [ 6 ]                                               |

## Kirche
Die Dorfbevölkerung von Lessaken war vor 1945 überwiegend evangelischer Konfession. Es gehörte zum Kirchspiel Mickrow (heute polnisch: Mikorowo) im Kirchenkreis Stolp-Altstadt in der Kirchenprovinz Pommern der Kirche der Altpreußischen Union.
Seit 1945 lebt eine fast ausnahmslos katholische Einwohnerschaft in Lesiaki. Mikorowo ist weiterhin der Sitz der Pfarrei, zu der das Dorf gehört, die nun allerdings im neu gebildeten Dekanat Łupawa (Lupow) im Bistum Pelplin der Katholischen Kirche in Polen liegt. Die hier lebenden evangelischen Kirchenglieder sind in die Kreuzkirchengemeinde in Słupsk (Stolp) in der Diözese Pommern-Großpolen der Evangelisch-Augsburgischen Kirche in Polen eingepfarrt, die in der nächstgelegenen Stadt Lębork (Lauenburg in Pommern) eine Filialkirche unterhält.

## Schule
Die Kinder aus Lessaken gingen bis 1945 in Wutzkow (Oskowo) zur Schule.

## Verkehr
In der Nähe des Dorfs verläuft die Woiwodschaftsstraße 212, die hier auf der Trasse der ehemaligen deutschen Reichsstraße 158 verläuft. Sie wird hier von einer untergeordneten Nebenstraße gekreuzt, die Siemirowice (Schimmerwitz) mit Unieszynko (Klein Wunneschin) mit Pogorzelice (Langeböse) an der Landesstraße 6  (ehemalige Reichsstraße 2, heute auch Europastraße 28) verbindet und durch Lesiaki führt. Ein Bahnanschluss bestand über die 2,5 Kilometer entfernte Station Zewitz (Cewice) an der Bahnstrecke Lauenburg–Bütow.